# Congresso nazionale generale
Il Congresso nazionale generale (in arabo المؤتمر الوطني العام‎? , berbero: Agraw Amuran Amatay),  è stata l'autorità legislativa della Libia per due anni a seguito della fine della prima guerra civile. Fu eletto con voto popolare il 7 luglio 2012, e si insediò l'8 agosto succedendo al Consiglio Nazionale di Transizione.
Il suo primario compito fu portare la Libia a una costituzione democratica permanente, secondo una scadenza di 18 mesi per questo obiettivo. Quando il termine trascorse senza che la costituzione fosse stata realizzata, il Congresso fu costretto a indire elezioni per una nuova Camera dei Rappresentanti, che lo rimpiazzò il 4 agosto 2014.
Un piccolo gruppo di deputati del GNC non rieletti, sostenuti da alcuni gruppi armati, si riunirono il 25 agosto 2014 e istituirono un Governo di Salvezza Nazionale, eleggendo Omar al-Hasi come primo ministro. Da allora il GNC non è più riconosciuto internazionalmente come parlamento legittimo della Libia.
Il 1º aprile 2016, il GNC annunciò la sua dissoluzione ed è stato sostituito dall'Alto Consiglio di Stato.

## Composizione
A seguito delle elezioni parlamentari in Libia del 2012, il Congresso nazionale generale fu composto di 200 membri eletti, di cui 80 da liste di partito secondo un sistema proporzionale e 120 come indipendenti nelle circoscrizioni elettorali. Quanto agli indipendenti, si è stimato che 25 fossero associati con NFA, 17 con Giustizia e Ricostruzione, e 23 erano salafiti.
A seguito delle elezioni fu realizzata una Commissione per escludere e rimuovere dalla politica ex ufficiali dell'epoca di Gheddafi. La Commissione rimosse 15 membri del GNC. Membri indipendenti da Beida, Baten al-Jabal, Abu Salim, Hay al-Andalus, Sebha, Tarhuna e Ubari furono espulsi, assieme a tutti gli indipendenti da Ghat e Bani Walid, due rappresentanti di liste locali di Ubari e Wadi al Shati’, e due deputati del NFA di Zliten e Abu Salim. Al marzo 2013 soltanto un membro espulso da Beida era stato sostituito, tutti gli altri seggi rimasero non assegnati.

## Sede
La sede permanente del parlamento della Libia non era stata ancora decisa, ma era stato proposto che un nuovo edificio parlamentare fosse realizzato nell'ex complesso Bab al-Azizia. Come sede provvisoria, il GNC si riunì nel Centro congressi Al Nasr adiacente all'Hotel Rixos Al Nasr di Tripoli. Il precedente parlamento della Libia dell'epoca di Gheddafi, il Congresso Generale del Popolo, si riuniva invece alla People's Hall che era stata distrutta da un incendio durante la guerra civile.

## Lavori parlamentari

### Insediamento
Il Consiglio Nazionale di Transizione (NTC) trasferì il potere al Congresso nazionale generale l'8 agosto 2012 con una cerimonia formale. Mustafa Abdul Jalil si dimise da capo di Stato, e l'incarico fu assunto ad interim dal membro più anziano del GNC, Mohammed Ali Salim. Pertanto il NTC fu disciolto, mentre i membri del GNC prestarono giuramento, guidati da Salim.
Centinaia di persone si raccolsero nella Piazza dei Martiri di Tripoli con candele in segno di riconciliazione. La data del trasferimento (20 del mese di ramadan) era stata scelta per ragioni simboliche, in quanto il precedente giorno era caduto il 20 agosto 2011, data in cui l'Esercito Nazionale di Liberazione attaccò Tripoli portando Gheddafi a lasciare la città. Mentre Jalil si rivolgeva alla folla, i partecipanti cantavano "Allāhu Akbar" o "Il sangue dei martiri non sarà sprecato!"
Secondo BBC News, il trasferimento fu "la prima transizione di potere pacifica della moderna storia della Libia".

### Nomina del Presidente
Il 9 agosto 2012, il Congresso, in una seduta in diretta televisiva, votò per il presidente del GNC. Mohammed Magariaf, leader del Partito del Fronte Nazionale (NFP), vinse con 113 voti contro l'indipendente Ali Zeidan, che ottenne 85 voti. Magariaf era stato esiliato dalla Libia dal 1981 al 2011, guidando dall'estero per circa 20 anni l'organizzazione anti-regime detta Fronte Nazionale per la Salvezza della Libia, poi confluita nel NFP.

### Nomina del Governo
Il Congresso aveva il compito di eleggere il nuovo Primo ministro e un Governo. Tra le regole per l'elezione dei membri del Governo e del Premier vi era la proibizione che questi fossero contemporaneamente anche deputati del GNC.
Il Congresso elesse Mustafa Abushagur come Primo Ministro il 12 settembre 2012, che in seguito si dimise non essendo riuscito ad ottenere la fiducia per il suo governo. Il 14 ottobre 2012, il GNC elesse l'ex-deputato e avvocato per i diritti umani Ali Zeidan come primo ministro designato, successivamente Zeidan prestò giuramento dopo che il suo governo fu approvato dal GNC.

## Nuovo Congresso nazionale generale
Dopo le elezioni parlamentari in Libia del 2014, venne eletta una nuova Camera dei Rappresentanti. Tuttavia, alcuni politici dei partiti che persero le elezioni continuarono a riunirsi come GNC, rivendicando che esso fosse il legittimo parlamento della Libia. I membri del nuovo GNC non rappresentavano la maggioranza, in quanto la maggioranza dei membri del GNC appartenevano a gruppi che in seguito presero parte alla Camera dei Rappresentanti, che era il parlamento libico internazionalmente riconosciuto. Il nuovo GNC era dominato dal partito libico dei Fratelli Musulmani, il Partito della Giustizia e della Ricostruzione.
I membri del blocco islamista che erano stati rieletti scelsero anch'essi di continuare a sedere nel nuovo GNC, piuttosto che nella Camera dei Rappresentanti, in cui sarebbero stati una ridotta minoranza.
Dopo la loro sconfitta nelle elezioni del 2014, i partiti islamisti guidati da Nuri Busahmein si avvalsero di due gruppi armati per prendere il controllo della capitale Tripoli. A fine agosto, le milizie islamiste rapirono i rivali per destinazioni ignote e attaccarono 280 abitazioni. Avendo soppresso il dissenso, i gruppi islamisti dichiararono di essere il nuovo GNC e che questo fosse ancora il parlamento nazionale.
Il nuovo GNC continuò ad essere presieduto da Nuri Busahmein, e nominò Omar al-Hasi come primo ministro del Governo di Salvezza Nazionale, in seguito succeduto da Khalifa al-Ghawil.

### Scioglimento
Il 17 dicembre 2015, membri della Camera dei Rappresentanti di Tobruch e del Congresso nazionale generale di Tripoli firmarono un accordo politico supportato dall'ONU. Nei termini dell'accordo era previsto che sarebbe stato formato un Consiglio Presidenziale di 9 membri ed un Governo di Accordo Nazionale ad interim di 17 membri, con la prospettiva di tenere nuove elezioni entro due anni. La Camera dei Rappresentanti avrebbe continuato ad esistere come Parlamento, accanto ad un nuovo organo consultivo, denominato Alto Consiglio di Stato, che sarebbe stato formato con membri nominati dal nuovo Congresso nazionale generale.
Il Primo ministro del Governo di Accordo Nazionale (GNA), Fayez al-Sarraj, arrivò a Tripoli il 30 marzo 2016. Il giorno seguente fu riportato che il GNA aveva preso controllo degli uffici del primo ministro e che il Primo ministro nominato dal GNC, Khalifa al-Ghawil, si era ritirato a Misurata. Il 1º aprile 2016, il capo dell'ufficio-stampa del Governo di Salvezza Nazionale annunciò che il NSG si era sciolto e aveva restituito il mandato al Congresso nazionale generale. Alcuni media riportarono anche che il Congresso nazionale generale si fosse "virtualmente disintegrato". Il 5 aprile il GNS del Congresso nazionale generale annunciò che stava sciogliendosi, "terminando le operazioni" e trasferendo il potere al Consiglio Presidenziale. A seguito dello scioglimento del GNC, i suoi ex membri appoggiarono lo stabilimento del Consiglio di Stato, come previsto dall'accordo di pace (LPA).